# Anne-Mie Van Kerckhoven
Anne-Marie Edmond Madeleine (Anne-Mie) Van Kerckhoven, ook bekend als AMVK (Antwerpen, 5 december 1951), is een Belgische kunstenares wier werk schilderkunst, tekenkunst, computerkunst en videokunst omvat. Van Kerckhoven woont en werkt in Antwerpen en Berlijn.

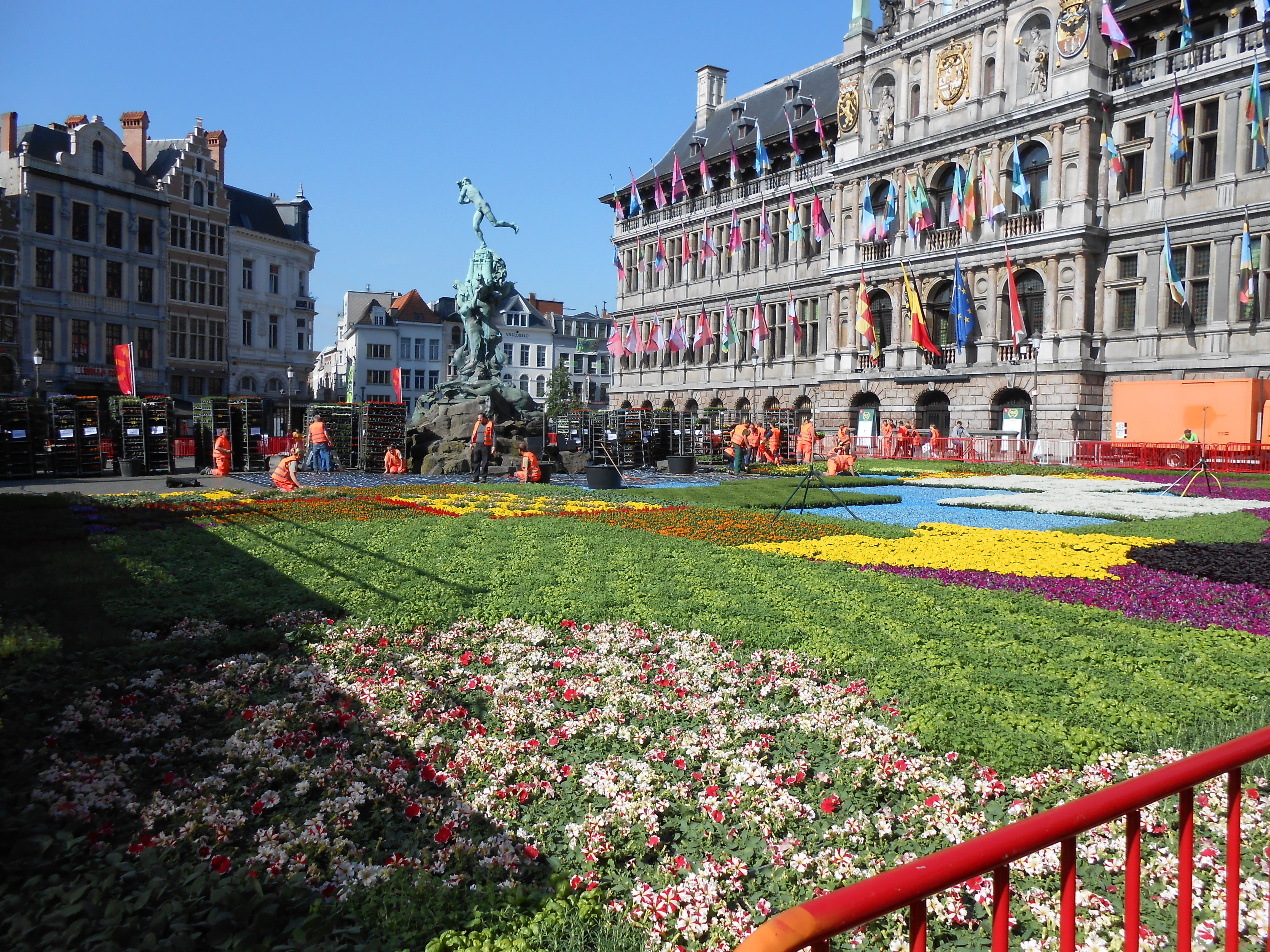
Bloementapijt Grote Markt en vlaggen gevel Stadhuis, Antwerpen: een ontwerp van AMVK, 2015

## Levensloop
In 1981 richtte Van Kerckhoven de noiseband Club Moral op met Danny Devos. Sinds 1982 wordt ze vertegenwoordigd door Zeno X in Antwerpen.
In 2005 werd The HeadNurse-files gepubliceerd. Door middel van installatieshots, filmbeelden en artistieke beelden geeft dit boek een overzicht van de verschillende projecten tussen 1995 en 2004. Een jaar later, in 2006, werd ze gedurende een jaar in Berlijn uitgenodigd door de DAAD Berlin. Voor het speelseizoen 2007-2008 leverde de kunstenares de affichebeelden voor de voorstellingen van Het Toneelhuis. De tekening Prediction Forever koos men als seizoensbeeld. Voor de productieaffiches koos de kunstenares uit haar werk van de voorbije 25 jaar.
In het voorjaar 2010 was Van Kerckhoven de spilfiguur in de tentoonstelling Parallellepipeda in museum M te Leuven, waarin de relatie wetenschap en kunst belicht werd. Er was een overzicht van haar werk te zien met werk in plexiglas, tekeningen en films en recente installaties.

## Werk
Van Kerckhoven is sinds lang gefascineerd door de representatie van vrouwenbeelden in de massamedia, door interieurs, en door de kinetische kracht van eender welke taal. Ze onderzoekt supra-morele verbanden in de hedendaagse maatschappij tussen seks en technologie. Haar werk verbindt verschillende kennissystemen, onderzoekt de gebieden van het onderbewuste, en kijkt naar morele aberraties of het obscene vanuit een vrouwelijk standpunt.

## Persoonlijke tentoonstellingen (selectie)
- Anne-Mie Van Kerckhoven (Zeno X te Antwerpen), 1995
- Morele Herbewapening / Moral Rearmament (Kunsthalle Lophem), 1996
- HeadNurse (Zeno X te Antwerpen), 1998
- Nursing care, in melancholy stupor (MuHKA te Antwerpen), 1999
- Prober5 (Galerie Barbara Thumm te Berlijn), 2000
- In Dreams (Galerie Barbara Thumm te Berlijn), 2003
- Dieper (Kunsthalle Lophem), 2003
- AntiSade (Zeno X te Antwerpen), 2003
- How reliable is the brain? (Neuer Aachener Kunstverein), 2004
- AMVK - EZFK: Europaisches Zentrum für Futuristische Kunst (Kunsthalle Bern), 2005
- Veerkracht thuis! (Objectif_exhibitions te Antwerpen), 2006
- Oh, the Sick Lady / Ah, the Sick Lady (Explodes from Within) (Galerie Barbara Thumm te Berlijn), 2007
- Über das ICH (Willkür und Transzendenz) and a lot of fun (Daadgalerie Berlin te Berlijn), 2007
- Nothing More Natural (kunstencentrum WIELS te Vorst), 2008
- Nothing More Natural (Kunsthalle Nürnberg), 2009
- On Mars the Rising Sun is Blue (Zeno X te Antwerpen), 2009
- Parallellepipeda (M - Museum Leuven), 2010
- Meesteres van de Horizont (Kunstmuseum aan Zee te Oostende), 2012
- 3 Carrels (Degenerate Customized Solutions) (Zeno X te Antwerpen), 2014
- Serving Compressed Energy with Vacuum (Kunstverein München), 2015
- AMVK (MuHKA te Antwerpen), 2018

## Groepstentoonstellingen (selectie)
- Woord en Beeld (MuHKA), 1992
- Trouble spot.painting (MuHKA/NICC), 1999
- Die Verletzte Diva (Galerie im Taxispalais), 2000
- Dream Extensions (SMAK), 2004
- Dear ICC (MuHKA), 2004
- Collectiepresentatie XI (MuHKA)
- Extremities. Flemish art in Vladivostok (Museum Artetage), 2006
- Collectiepresentatie XVI: Attributen en Substantie (MuHKA), 2006
- I Walk the Lines (Galerie Barbara Thumm), 2006
- A story of the image: Old and New Masters from Antwerp (National Museum of Singapore, 2009

## Onderscheidingen
- In 2003 kreeg ze de Prijs van de Vlaamse Gemeenschap voor Beeldende Kunst.[2]
- In 2015 kreeg ze de Sabam Award voor Beeldende Kunsten.[3]
- In 2022 reikt de Universiteit Antwerpen haar een eredoctoraat voor algemene verdiensten uit.[4]

## Werk in openbare collecties (selectie)
- Stedelijk Museum voor Actuele Kunst, Gent
- Museum van Hedendaagse Kunst Antwerpen, Antwerpen
- Kunstmuseum aan Zee, Oostende
- KANAL-Centre Pompidou, Brussel[5]